# David W. Packard
David Woodley Packard (* 1940) ist ein amerikanischer Klassischer Philologe und Mäzen.

## Leben
David W. Packard, Sohn des Unternehmers David Packard (des Mitgründers von Hewlett-Packard) und dessen Frau Lucile, studierte Klassische Philologie an der Stanford University und der Harvard University, wo er 1967 mit einer Arbeit zur Linearschrift A promoviert wurde. Sein Interesse galt schon früh dem Einsatz des Computers in der Klassischen Philologie und anderen Geisteswissenschaften. So entwickelte er etwa in den späten 1970er-Jahren den Betacode. Er lehrte als Professor für Griechisch an der University of California, Los Angeles.
Von 1987 bis 1999 war er Mitglied des Aufsichtsrats von Hewlett-Packard, auch saß er im Aufsichtsrat der David and Lucile Packard Foundation.
David W. Packard startete im Jahr 2000 eine Initiative, um durch Notgrabungen in der Stadt Zeugma in der Osttürkei Kunstschätze zu retten. Aufgrund der bevorstehenden Inbetriebnahme des Kraftwerks Birecik würde die antike Stadt bis Ende des Jahres durch den Stausee des Kraftwerks überflutet werden. Die dabei geretteten archäologischen Funde, hauptsächlich Mosaike, sind heute im Zeugma-Mosaik-Museum ausgestellt.
1987 gründete er das Packard Humanities Institute, eine Stiftung zur Unterstützung von Langzeitprojekten auf den Gebieten der Archäologie, Musik, Filmkonservierung, Aufbewahrung historischer Dokumente und der Früherziehung.
2002 wurde Packard in die American Academy of Arts and Sciences gewählt.

## Schriften
- A concordance to Livy. Harvard University Press, Cambridge, Mass. 1968.
- Contextual and Statistical Analysis of Linear A. In: Atti e memorie del primo congresso internazionale di Micenologia Bd. 1, Rom 1968, S. 389–394.
- Computer Techniques in the Study of the Minoan Linear Script A. In: Kadmos 10, 1971, S. 52–59.
- Minoan Linear A. University of California Press, Berkeley 1974, ISBN 0-520-02580-6
- mit Tania Meyers: A bibliography of Homeric scholarship. Preliminary edition, 1930-1970. Undena Publications, Malibu 1974.
- mit Bengt M. Loefstedt: A concordance to the sermons of Bishop Zeno of Verona. American Philological Association, New York 1975.